# Sportfreunde 01 Dresde-Nord
Maillots
Le Sportfreunde Dresden Nord est un club sportif allemand localisé dans la ville de Dresde dans la Saxe.
Ce club tire son nom et sa structure actuelle d’une fusion survenue en 2001 entre le Sportfreunde 01 Dresden et SV Dresden-Nord.
En plus du football, le cercle propose des sections de Canoë, Habdbal, de Tennis, de Tennis de table et de Volley-ball.

## Histoire (football)

### Dresdner Fussballring
Le club fut fondé, en 1902, sous le nom de Dresdner Fußballring. Lors sa création, le Fussballring connut rapidement le succès en Saxe centrale. Lors de la saison 1916-1917, le cercle remporta des succès sur Budissa Bautzen, Chemitzer BC 1899 et le SC Erfurt pour atteindre la finale de la Verband Mitteldeutscher Ballspiel-Vereine (VMBV). Malheureusement pour lui, il s’y inclina (0-2) contre Halle 1896.
Deux saisons plus tard, le Dresdner Fußballring atteignit de nouveau la finale, mais perdit contre le même adversaire.
Par la suite, le club resta en vue jusqu’au début des années 1920 puis ne se mit plus en évidence et resta dans l’anonymat. En 1930, le cercle adopta une nouvelle dénomination : Ring-Greiling 02 Dresden. 
En 1933, le club fusionna avec le SV Brandenburg 01 Dresden et le  Rasensport Dresden  (fondé en 1908) pour former le Dresdner Sportfreunden 01.

### SV Brandenburg 01 Dresden
Ce club fut créé en 1901 sous la dénomination de FC Bayern Dresden. Deux plus tard, le cercle changea son nom en FC Brandenburg Dresden. L’adaptation de l’appellation venait du fait que dans ce club jouaient essentiellement des travailleurs originaires de Prusse.
En 1920, le FC Bayern Dresden fusionna avec FC Meteor Dresden pour former le SV Brandenburg 01 Dresden.
En fin de saison 1923-1924, le SV Brandenburg 01 remporta le titre de Saxe orientale er put ainsi participer au tour final de la Verband Mitteldeutscher Ballspiel-Vereine (VMBV). Il y fut éliminé, en quarts de finale, par le FC Wacker Halle (3-6, après prolongation).
Dans les années qui suivirent, le club régressa. Seul fait marquant, en 1930, le cercle atteignit les quarts de finale de la Sachsen Pokal (Coupe de Saxe) et ne s’y inclina que (2-3) face au grands favoris du FC Wacker Leipzig.
En 1933, le club fusionna avec le Ring-Greiling 02 Dresden et le  Rasensport Dresden (fondé en 1908) pour former le Dresdner Sportfreunden 01.

## Dresdner Sportfreunden 01
Dès leur arrivée au pouvoir en 1933, Adolf Hitler et le NSDAP mirent le grappin sur le sport allemand pour en faire un organe de propagande et de contrôle de la population. Alors que tous les clubs d’obédience communiste et socialiste furent immédiatement interdits, de nombreux autres furent priés de fusionner. Ce fut ainsi que le Ring-Greiling 02 Dresden, le SV Brandenburg 01 Dresden et le  Rasensport Dresden (fondé en 1908) fusionnèrent (ou furent fusionnés) pour créer le Dresdner Sportfreunden 01.
Le club fusionné accéda en 1934 retenu pour être un des fondateurs de la Gauliga Sachsen, une des seize ligues créées sur ordre du régime nazi. Le Sportfreunden 01 évolua deux saisons en Gauliga puis fut relégué. En fin de saison 1938-1939, il y remonta pour trois autres championnats.
En 1935, après des victoires sur le SV Klettendorf, le Hertha Berlin, le cercle arriva en Huitièmes de finale de la première édition de la Tschammer-Pokal (l’ancêtre de l’actuelle DFB-Pokal). Le Dresdner Sportfreunde battit le SpVgg Masovia Lyck (2-1), puis fut éliminé en Quarts de finale par le SV Waldhof Mannheim (0-1).
En 1945, le club fut dissous par les Alliés, comme tous les clubs et associations allemands (voir Directive n°23).
Comme toute la Saxe, la ville de Dresde se retrouva en zone soviétique puis en RDA à partir de 1949.

### Époque de la RDA
Le cercle fut reconstitué en 1946 sous l’appellation SG Neustadt. Il connut ensuite l’existence des équipes est-allemandes en changeant de structure et de noms au gré des humeurs des dirigeants communistes.
Devenu le BSG Bau-Union-Süd Dresden en 1950, le club fut renommé BSG Aufbau Dresden-Mitte en 1952.
Le club ne dépassa jamais le 3e niveau de la Deutscher Fussball Verband (DFV).
Après la réunification allemande, en 1990 commença l’intégration des clubs (qui redevenaient des organismes civils) de la DFV au sein de la DFB.
Le 4 mai 1990, les membres de l’ancienne BSG renommèrent leur club Sportfreunde 01 Dresden. 
Le 1er juillet 2001, le cercle fusionna avec le SV Dresden Nord pour former l’actuel Sportfreunden 01 Dresden-Nord.

## SV Dresden-Nord
Ce club fut créé en 1950 sous l’appellation de BSG Funkwerk Dresden. Il porta ensuite les noms de BSG Motor Industriegelände puis de BSG Meßelektronik Dresden. Il fut rebaptisé SV Dresden Nord après la réunification allemande. Il fusionna le 1er juillet 2001 avec le Sportfreunde 01 Dresden.

### SV Sportfreunde 01 Dresden-Nord
Trois après la fusion qui le constitua, le SV Sportfreunde 01 Dresden-Nord monta en Stadtsliga Dresden.
Il évolue encore en 2010-2011, soit au 8e niveau de la hiérarchie de la DFB.

## Palmarès

### Dresdner Fussballring
- Vice-champion de la Verband Mitteldeutscher Ballspiel-Vereine (VMBV) : 1917, 1919.
- Champion de Saxe orientale : 1913, 1914, 1917, 1919, 1921, 1922.

### SV Brandenburg 01 Dresden
- Champion de Saxe orientale : 1924.

### SV SV Sportfreunde 01 Dresden-Nord
- Vainqueur de la Dresden Stadtspokal (Coupe de Dresde) : 2007, 2009.